# Prisutstvije
Prisutstvije (russisk: Присутствие, da.: Tilstedeværelse) er en russisk spillefilm fra 1992 af Andrej Dobrovolskij.

## Medvirkende
- Aleksej Petrenko som Petja
- Aleksandra Butorina som Liza
- Aleksandr Adabashyan som Nikolaj
- Olga Antonova som Natalja
- Lidija Savtjenko